# アジアヘスペロルニス
アジアヘスペロルニス（学名 : Asiahesperornis）は、後期白亜紀に生息していた、足で推進・潜水し、飛べない鳥の属。唯一の種アジアヘスペロルニス・バザノヴィ（Asiahesperornis bazhanovi）のみから知られている。化石はカザフスタンから発見された。
アジアヘスペロルニスは、白亜紀の歯があり飛翔できない潜水鳥類であるヘスペロルニス類であった。ヘスペロルニス類の正確な近縁関係は完全に解明されていないが、中生代にアメリカ中西部の大部分を覆っていた西部内陸海路でよく知られているヘスペロルニスと同様に、ヘスペロルニス科に属すると考えらている。